# Michaël Cousseau
Pas d'image ? Cliquez ici

a Compétitions nationales et continentales officielles uniquement.

b Matchs officiels uniquement.
Michaël Cousseau, né le 29 mars 1978 à la Roche-sur-Yon, est un joueur de rugby à XIII français évoluant au poste de centre dans les années 1990 et 2000.
Formé au Nantes XIII dans son adolescence, Michaël Cousseau intègre par la suite la formation du CREPS de Toulouse. Après des débuts à Jules-Julien XIII et Exapaq, il intègre le Toulouse olympique XIII puis joue pour le XIII Limouxin.
Enfin, il connaît une sélection avec l'équipe de France le 9 mai 2003 contre la Russie où il y marque un essai.

## Palmarès
- Collectif :
  - Finaliste de la Coupe de France : 2001 (Limoux).

### Détails en sélection
| Matchs internationaux de Michaël Cousseau | Matchs internationaux de Michaël Cousseau | Matchs internationaux de Michaël Cousseau | Matchs internationaux de Michaël Cousseau | Matchs internationaux de Michaël Cousseau | Matchs internationaux de Michaël Cousseau | Matchs internationaux de Michaël Cousseau | Matchs internationaux de Michaël Cousseau | Matchs internationaux de Michaël Cousseau | Matchs internationaux de Michaël Cousseau | Matchs internationaux de Michaël Cousseau | Matchs internationaux de Michaël Cousseau |
|                                           | Date                                      | Adversaire                                | Résultat                                  | Compétition                               | Poste                                     | Points                                    | Essais                                    | Pen.                                      | Drops                                     |                                           |                                           |
| ----------------------------------------- | ----------------------------------------- | ----------------------------------------- | ----------------------------------------- | ----------------------------------------- | ----------------------------------------- | ----------------------------------------- | ----------------------------------------- | ----------------------------------------- | ----------------------------------------- | ----------------------------------------- | ----------------------------------------- |
| sous les couleurs de la France            |                                           |                                           |                                           |                                           |                                           |                                           |                                           |                                           |                                           |                                           |                                           |
| 1.                                        | 9 mai 2003                                | Russie                                    | 29-12                                     | Test-match                                | Centre                                    | 4                                         | 1                                         | -                                         | -                                         |                                           |                                           |